# Michajlov (město)
Michajlov (rusky Михайлов) je město v Rjazaňské oblasti v Ruské federaci. Při sčítání lidu v roce 2010 měl bezmála dvanáct tisíc obyvatel.

## Poloha a doprava
Michaljov leží na Proně, levém přítoku Oky v povodí Volhy.
Přes Michajov prochází Evropská silnice 119 z Moskvy do Astary v Ázerbájdžánu.

## Dějiny
První zmínka je z roku 1137. V roce 1238 město vyplenili Mongolové. V roce 1546 zde nechal Ivan IV. Hrozný postavit novou pevnost. Ta byla v letech 1610 a 1618 neúspěšně obléhána Poláky.
Po roce 1710 město svůj vojenský význam ztratilo a koncem 18. století byla pevnost zbořena.

### Rodáci
- Jakov Grigorjevič Žilinskij (1853–1918), generál
- Ivan Vasiljevič Novopokrovskij (1880–1951), botanik